# Darevskia sapphirina
Espèce
Synonymes
- Lacerta sapphirina Schmidtler, Eiselt & Darevsky, 1994

Statut de conservation UICN

 LC  : Préoccupation mineure
Darevskia sapphirina est une espèce de sauriens de la famille des Lacertidae.

## Répartition
Cette espèce est endémique de l'Est de la Turquie. Elle se rencontre vers 2 000 m d'altitude au Nord du Lac de Van.

## Description
Cette espèce est parthénogénique. Elle résulte d'une hybridation entre Darevskia valentini et Darevskia raddei selon Schmidtler, Eiselt & Darevsky.

## Publication originale
- Schmidtler, Eiselt & Darevsky, 1994 : Untersuchungen an Feldeidechsen (Lacerte-saxicola-Gruppe) in der östlichen Türkei: 3. Zwei neue parthogenetische Arten. Salamandra, vol. 30, n. 1, p. 55-70 (texte intégral).